# Gang z boiska
Gang z boiska – amerykański film obyczajowy z 2006 roku. Remake filmu z 1993 roku.

## Opis fabuły
Sean Porter jest wychowawcą w poprawczaku dla trudnej młodzieży. Wpada na pomysł, który ma zmienić podejście wychowanków. Jest to utworzenie drużyny futbolowej, która będzie grać z drużynami szkolnymi. Pierwsze treningi nie wypadają zbyt obiecująco, ale z czasem drużyna gra zespołowo, mimo że jej członkowie pochodzą z różnych gangów.

## Obsada
- Dwayne Johnson – Sean Porter
- Xzibit – Malcolm Moore
- L. Scott Caldwell – Bobbi Porter
- Leon Rippy – Paul Higa
- Kevin Dunn – Ted Dexter
- Jade Yorker – Willie Weathers
- David V. Thomas – Kelvin Owens
- Setu Taase – Junior Palaita
- James Earl – Donald Madlock
- Mo McRae – Leon Hayes
- Trever O'Brien – Kenny Bates
- Brandon Mychal Smith – Bug Wendal
- Jurnee Smollett – Danyelle Rollins
- Michael J. Pagan – Roger Weathers
- Jamal Mixon – Jamal Evans
- David Thomas – Calvin
- Vanessa Ferlito – Lisa Gonzales
- Bill Smitrovich – Frank Torrance